# カルディツァ県

カルディツァ県
Περιφερειακή ενότητα Καρδίτσας測地系: 北緯39度20分 東経22度00分 / 北緯39.333度 東経22.000度座標: 北緯39度20分 東経22度00分 / 北緯39.333度 東経22.000度

カルディツァ県（カルディツァけん、Περιφερειακή ενότητα  Καρδίτσας）は、ギリシャ共和国のテッサリアを構成する行政区（ペリフェリアキ・エノティタ）のひとつ。県都はカルディツァ（Καρδίτσα / Karditsa）。

## 地理

### 位置・広がり
カルディツァ県はテッサリア地方の南西部に位置し、農業がさかんである。県都はカルディツァで、この町に因んで県名が名付けられた。
カルディツァ県の北はトリカラ県、東はラリサ県、南東はフティオティダ県、南西はエトリア＝アカルナニア県およびエヴリタニア県、西はアルタ県とそれぞれ接している。

### 地勢
カルディツァ県の中央部および東部は、テッサリア平原の一部であり、農地が広がっている。一方で西部および南部はアグラファ山脈が連なっている。また、カルディツァの町の西側にあるプラスティラス・ダムは、テッサリア地方を中心とした地域に水を供給している。
主な河川として、メグドヴァス川とピニオス川がある。

### 主要な都市
カルディツァ県の西半分はアグラファ地方として知られる、ピンドス山脈がそびえる地域である。
人口が約37,000人の小さな町である県都カルディツァは、学術都市としての役割も果たしており、テッサリア大学やラリサ教育科学機関などの研究施設が置かれ、警察学校も本拠を置いている。

## 歴史
現在のカルディツァ県の地域は、古代マケドニア王国やローマ帝国、東ローマ帝国、テッサリア・ワラキア、オスマン帝国の支配を経て、1881年にギリシャ王国領となり、1947年までトリカラ＝カルディツァ県として統治された。ギリシャ領となって県の経済と農業は急激に発展したが、第二次世界大戦とギリシャ内戦によって、甚大な被害を受けた。1950年代には再建され、インフラストラクチャー整備が向上したが、人口の流出も始まった。1980年代には県の経済は低迷し、失業率が増加している。

## 行政区画

カルディツァ県

### 市（ディモス）
カルディツァ県は、以下の自治体（ディモス、市）から構成される。人口は2001年国勢調査時点。
|   | 自治体名               | 綴り           | 政庁所在地        | 面積 Km² | 人口   |
| - | ---------------------- | -------------- | ----------------- | -------- | ------ |
| 1 | カルディツァ           | Καρδίτσα       | カルディツァ (el) | 647.6    | 55,968 |
| 2 | アルギテア             | Αργιθέα        | アンティロ (en)   | 365.6    | 6,084  |
| 3 | リムニ・プラティスラス | Λίμνη Πλαστήρα | モルフォヴニ (el) | 195.2    | 7,392  |
| 4 | ムザキ                 | Μουζάκι        | ムザキ (el)       | 307.8    | 17,910 |
| 5 | パラマス               | Παλαμάς        | パラマス (el)     | 383.2    | 19,144 |
| 6 | ソファデス             | Σοφάδες        | ソファデス (el)   | 728.8    | 23,043 |

### 旧自治体（ディモティキ・エノティタ）

カルディツァ県の旧自治体（1999年 - 2010年）

カリクラティス改革（2011年1月施行）以前の広域自治体（ノモス）としてのカルディツァ県（Νομός Καρδίτσας）は、以下の基礎自治体（ディモス）から構成されていた。改革後、旧自治体は新自治体（ディモス）を構成する行政区（ディモティキ・エノティタ）となっている。
下表の番号は右図と対応している。「旧自治体」欄で※印を付したものはキノティタ、それ以外はディモス。「政庁所在地」欄で太字になっているものは、新自治体の政庁所在地となったものを示す。
|    | 旧自治体                 | 綴り              | 政庁所在地     | 新自治体               |
| -- | ------------------------ | ----------------- | -------------- | ---------------------- |
| 1  | カルディツァ             | Καρδίτσα          | カルディツァ   | カルディツァ           |
| 2  | アルギテア               | Αργιθέα           | アンティロ     | アルギテア             |
| 3  | アルニ                   | Άρνη              | マタラガ       | ソファデス             |
| 4  | アヘロオス               | Αχελώος           | ヴラギャナ     | アルギテア             |
| 5  | イトミ                   | Ιθώμη             | ファナリ       | ムザキ                 |
| 6  | イタモス                 | Ίταμος            | カリティロ     | カルディツァ           |
| 7  | カリフォノ               | Καλλίφωνο         | カリフォノ     | カルディツァ           |
| 8  | カンボス                 | Κάμπος            | スタヴロス     | カルディツァ           |
| 9  | メネライダ               | Μενελαΐδα         | ケドロス       | ソファデス             |
| 10 | ミトロポリ               | Μητρόπολη         | ミトロポリ     | カルディツァ           |
| 11 | ムザキ                   | Μουζάκι           | ムザキ         | ムザキ                 |
| 12 | ネヴロポリ・アグラフォン | Νευρόπολη Αγράφων | ペズラ         | リムニ・プラティスラス |
| 13 | パラマス                 | Παλαμάς           | パラマス       | パラマス               |
| 14 | パミソス                 | Πάμισος           | アグナンテロ   | ムザキ                 |
| 15 | プラスティラス           | Πλαστήρας         | モルフォヴニ   | リムニ・プラティスラス |
| 16 | レンディナ               | Ρεντίνα           | レンディナ     | ソファデス             |
| 17 | セラナ                   | Σέλλανα           | プロアスティオ | パラマス               |
| 18 | ソファデス               | Σοφάδες           | ソファデス     | ソファデス             |
| 19 | タマシオ                 | Ταμάσιο           | レオンダリ     | ソファデス             |
| 20 | フィロ                   | Φύλλο             | イテア         | パラマス               |
| 21 | アタマネス ※             | Αθαμάνες          | ペトリロ       | アルギテア             |

## 交通
- 国道30号線
- カルディツァ-ラリサ線

## スポーツ
- アナゲンニシ・カルディツァ（サッカー）

## 著名な出身者
- ニコラオス・プラスティラス (1883-1953、ギリシャ軍司令官)
- ゲオルギオス・カライスカキス (1780?-1827、ギリシャ独立戦争の英雄・クレフテス)
- ハリラオス・フロラキス (1914-2005、政治家)
- セラフィム (1913-1998、アテネ大主教)
- エレナ・パパリズ (1982-、歌手)